# Йыгевамаа
Йы́гевамаа (эст. Jõgevamaa) или Йы́геваский уе́зд (эст. Jõgeva maakond)  — один из 15 уездов Эстонии, расположенный в восточной части страны. Административный центр до 1 января 2018 года — город Йыгева. Уезд состоит из трёх волостей.

## География
Центр и запад уезда расположены в пределах Средне-Эстонской равнины. К востоку высота территории падает до базиса эрозии — уровня Чудского озера, омывающего восточные границы уезда на протяжении 30 км. Своей северо-восточной частью уезд заходит в низменность Алутагузе.
На территории уезда расположены части территории Эндлаского и Алам-Педьяского заповедника, а также Элиствереский парк.
Площадь уезда Йыгевамаа — 2544,94 км² (5,9 % от общей площади страны).

## Муниципалитеты
В составе уезда три волости: 
 Йыгева
 Муствеэ
 Пылтсамаа
С 1 января 2018 года уездные управы и, соответственно, должности старейшин уездов в Эстонии упразднены; их обязанности переданы государственным учреждениям и местным самоуправлениям.
До административно-территориальной реформы 2017 года в состав Пылтсамаа входили 13 самоуправлений: 3 города и 10 волостей.

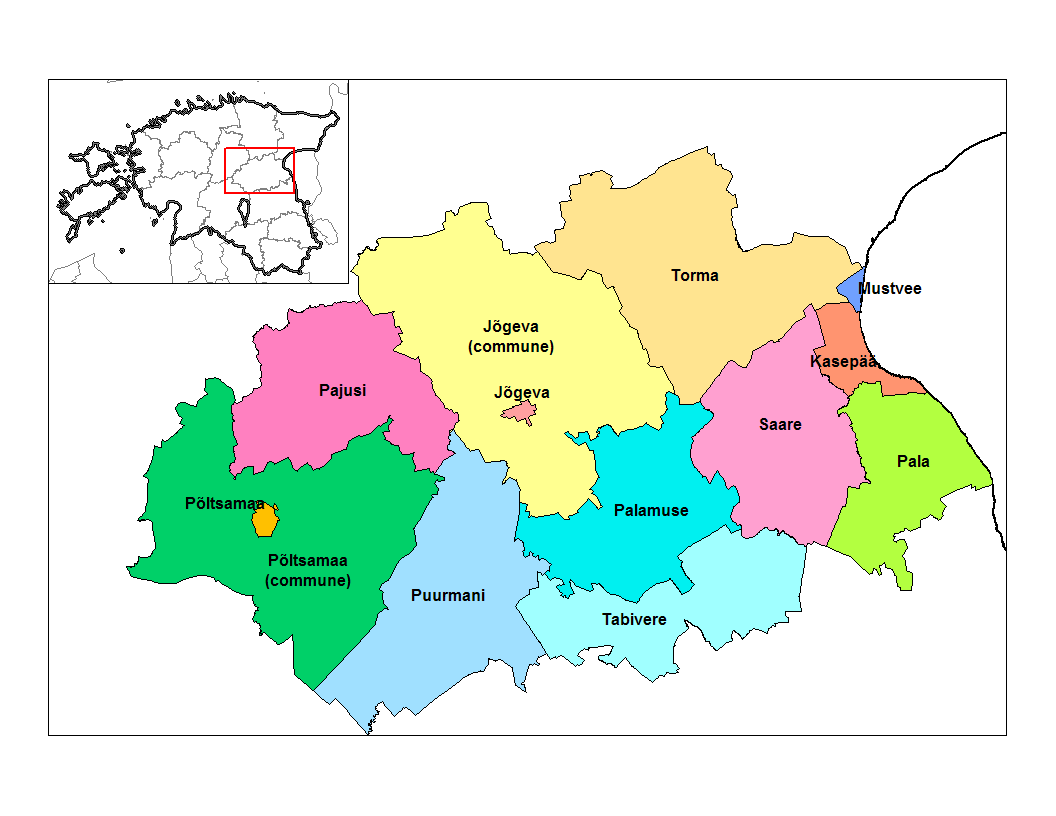
Муниципалитеты уезда Йыгевамаа до 2017 года

Города:
- Йыгева
- Муствеэ
- Пылтсамаа

Волости:
- Йыгева
- Казепяэ
- Паюзи
- Пала
- Паламузе
- Пуурмани
- Пылтсамаа
- Сааре
- Табивере
- Торма

## Население
Для Йыгевамаа, как и в целом для Эстонии, характерна естественная убыль населения. На 1 января 2024 года в уезде проживали 27 397 человек. Плотность населения составила 10,77 чел/км².
По состоянию на 1 января 2006 года в уезде проживали 37 473 человека, из которых 47,2 % — мужчины и 52,8 % — женщины. Общий коэффициент рождаемости (ОКР) в уезде в 2006 году составил  8,8 ‰, смертности — 13,5 ‰, коэффициент естественной убыли соответственно − 4,8 ‰.
В отличие от соседнего уезда Ида-Вирумаа, в Йыгевамаа преобладает эстонское население, но имеется также и значительное русскоязычное и украиноязычное меньшинство. В 2006 году эстонцы составляли 89,18 % населения, русские — 6,31 %, украинцы — 2,77 %, прочие национальности — 1,74 %, из них:
- белорусы — 54 человека,
- финны — 103 человека,
- татары — 12 человек,
- латыши — 33 человека,
- поляки — 3 человека,
- евреи — 4 человека,
- литовцы — 15 человек,
- немцы — 26 человек,
- армяне — 12 человек,
- азербайджанцы — 1 человек,
- лица с неопределенной национальной принадлежностью — 98 человек.

Численность населения уезда Йыгевамаа на 1 января каждого года по данным Департамента статистики:
| Год  | 2018   | 2019     | 2020     | 2021     | 2022     | 2023     | 2024     |
| ---- | ------ | -------- | -------- | -------- | -------- | -------- | -------- |
| Чел. | 29 119 | ↘ 28 734 | ↘ 28 442 | ↘ 28 082 | ↘ 27 857 | ↘ 27 739 | ↘ 27 397 |

## Галерея

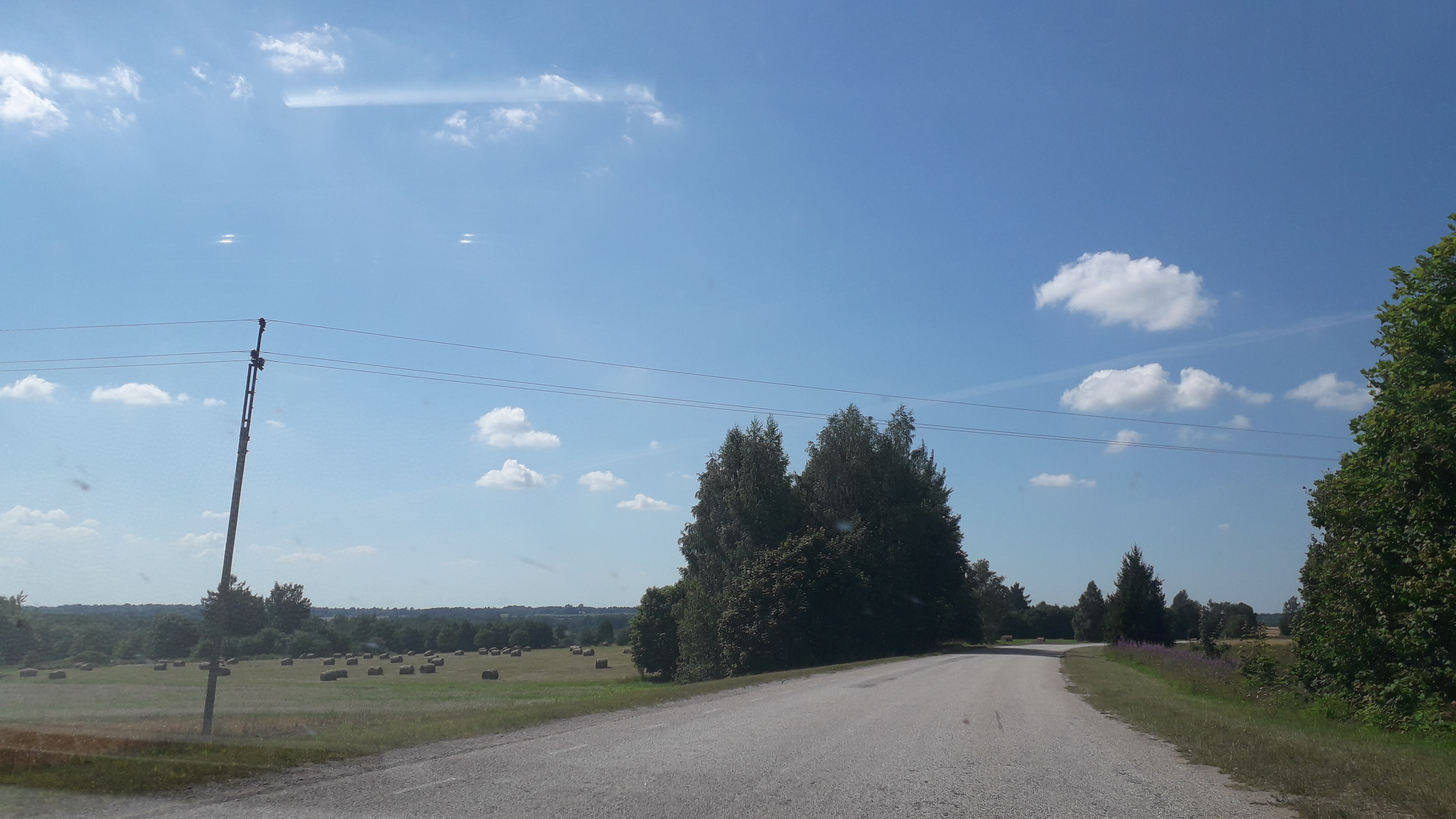
Центральная часть Йыгевамаа
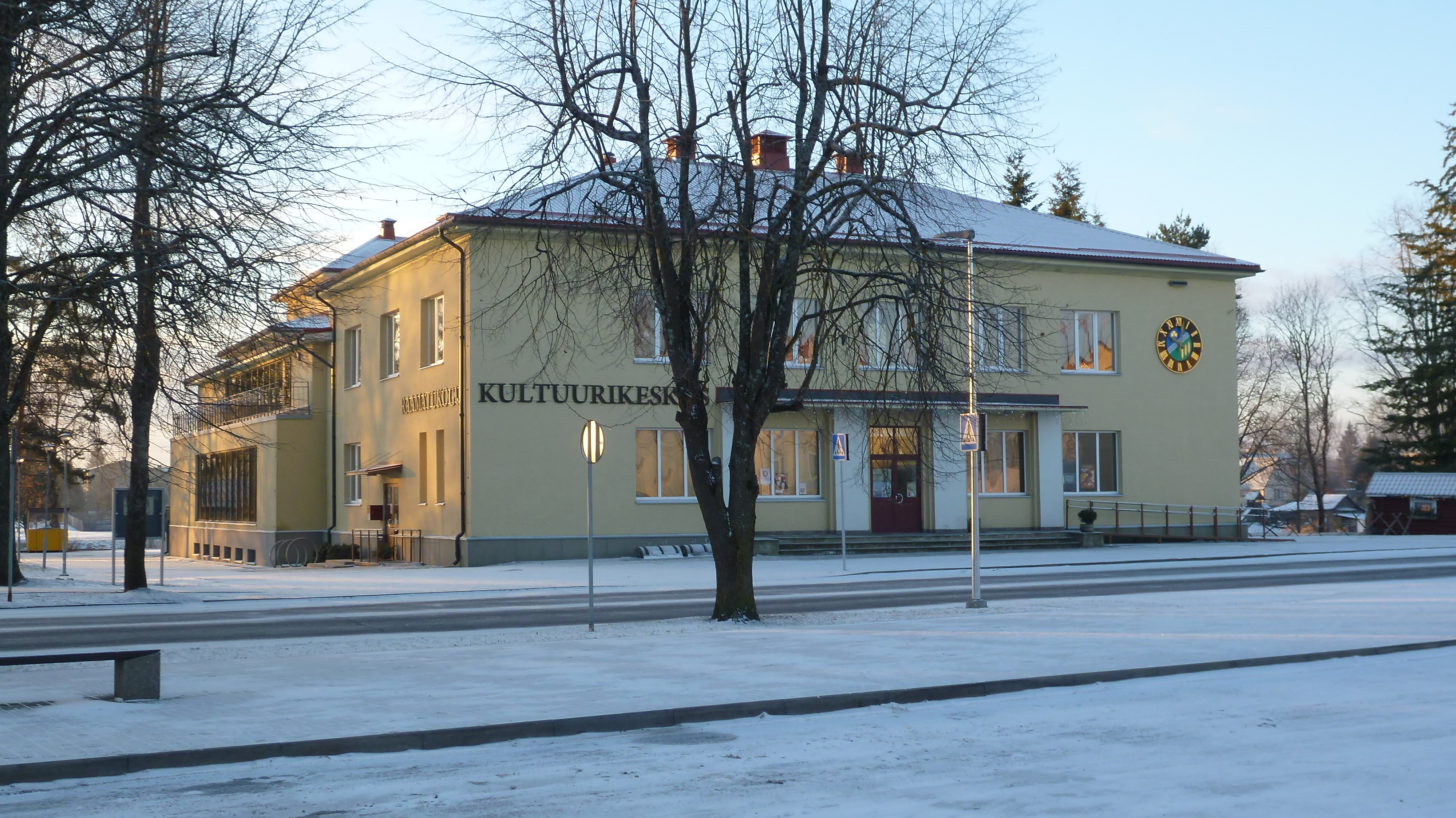
Культурный центр Муствеэ
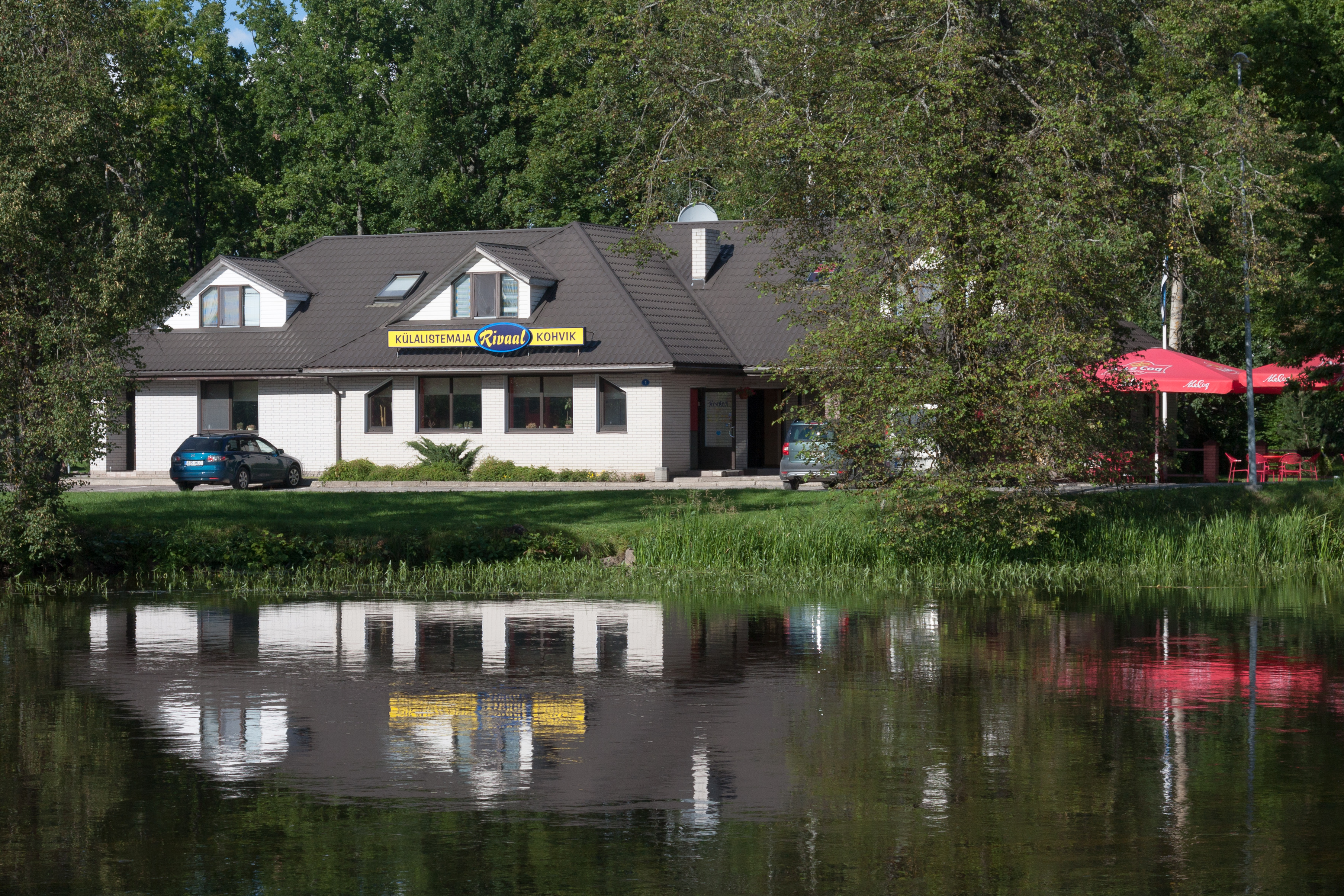
Гостевой дом-кафе “Rivaal” в Пылтсамаа
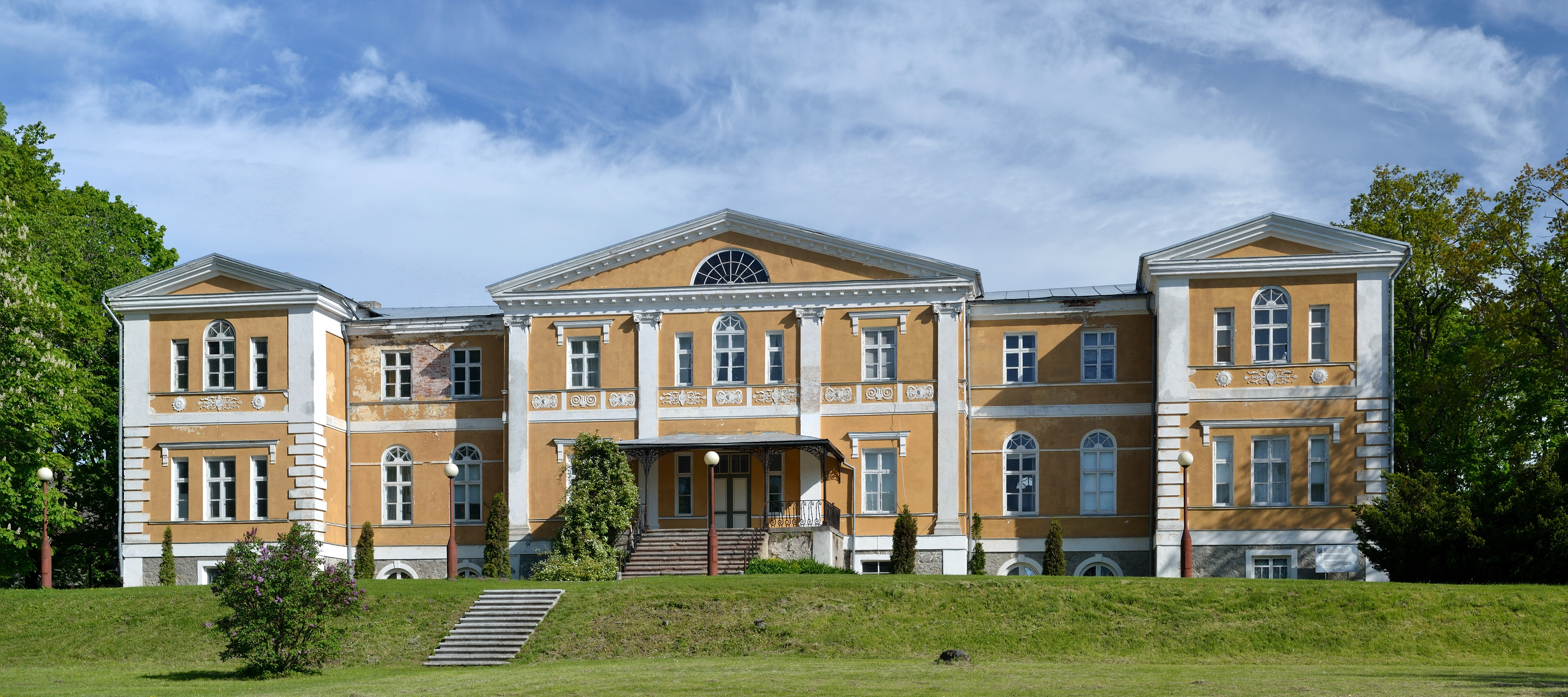
Мыза Ензель (Куремаа)
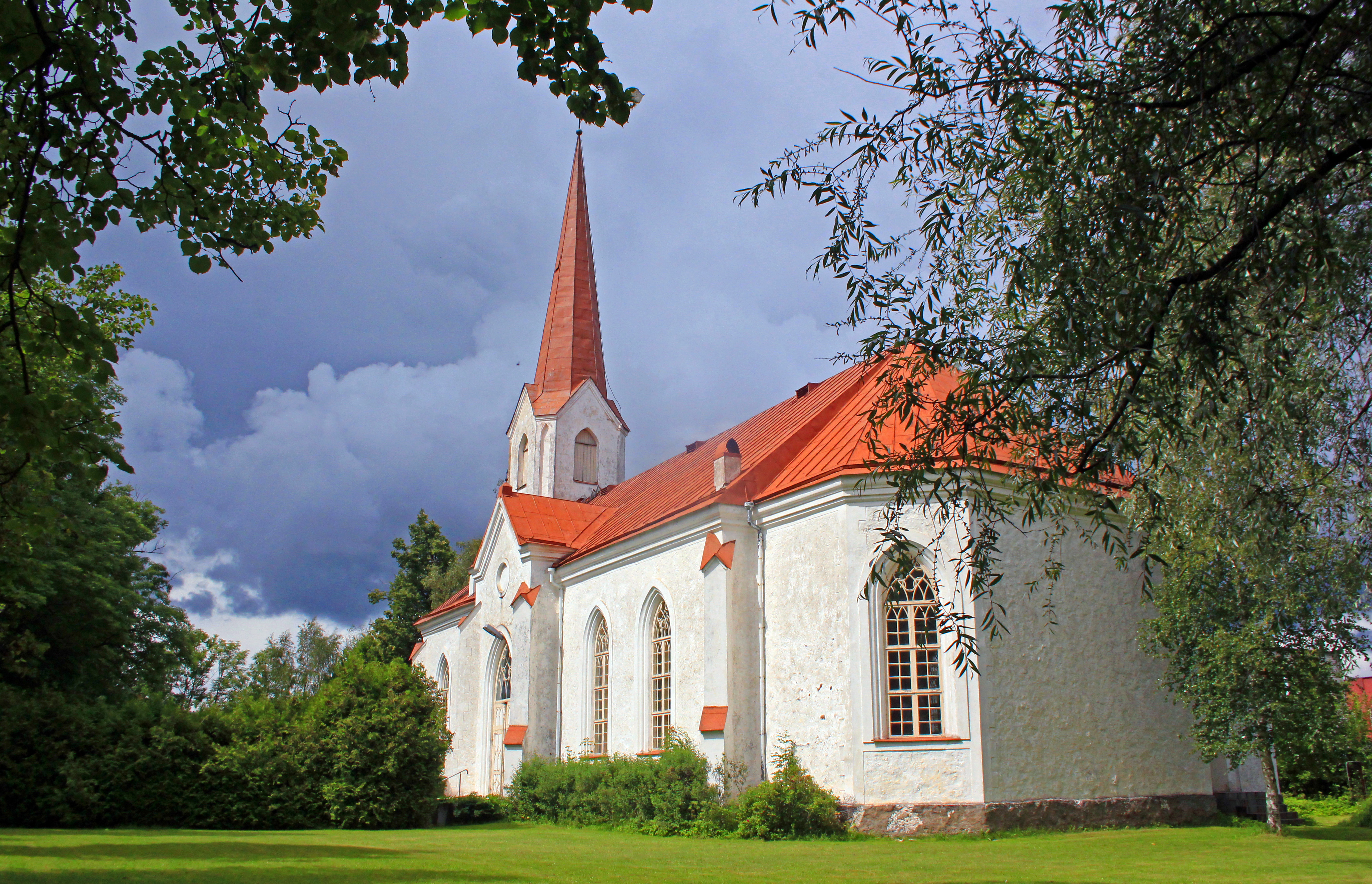
Церковь Муствеэ
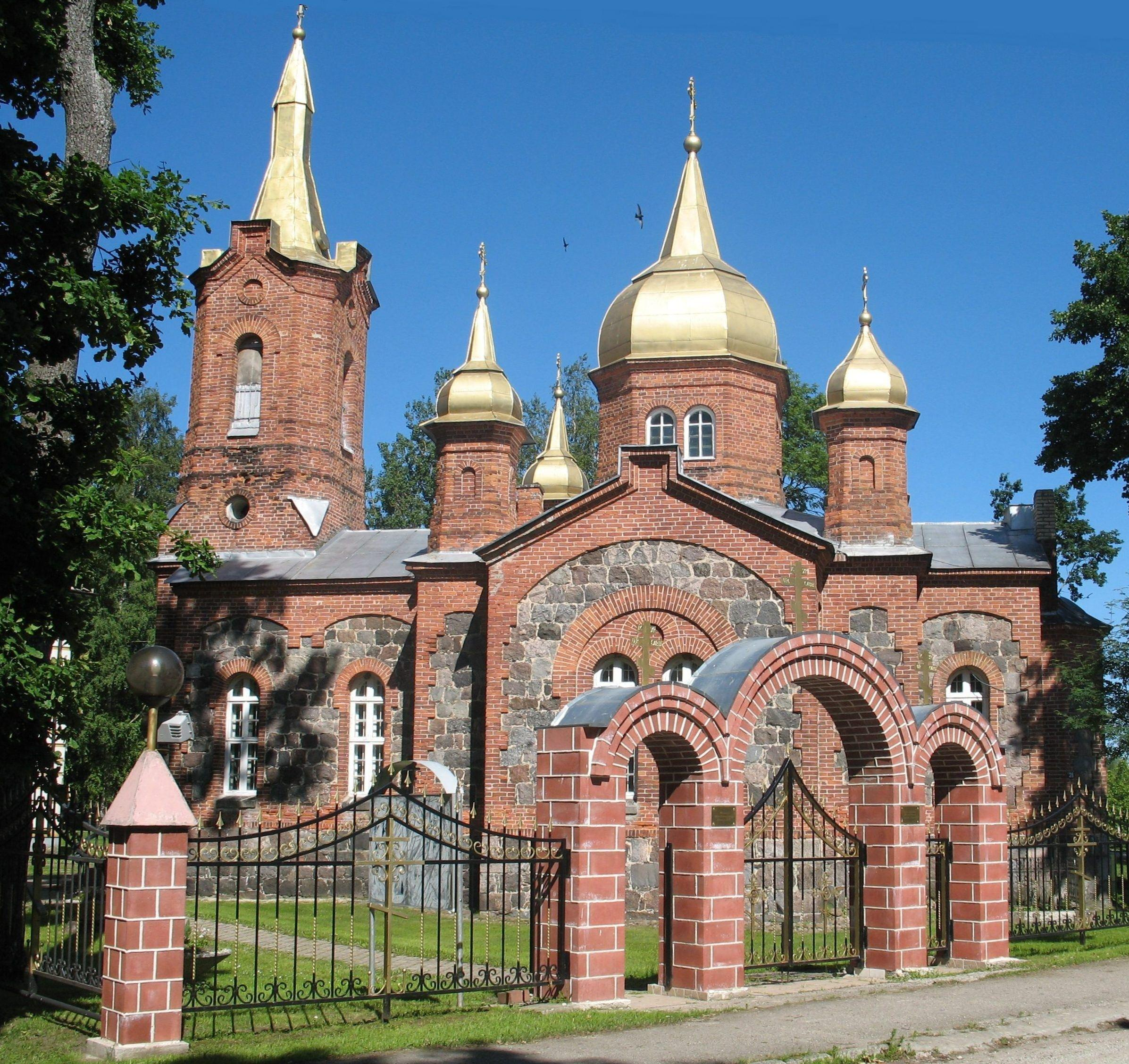
Троицкая церковь Муствеэ
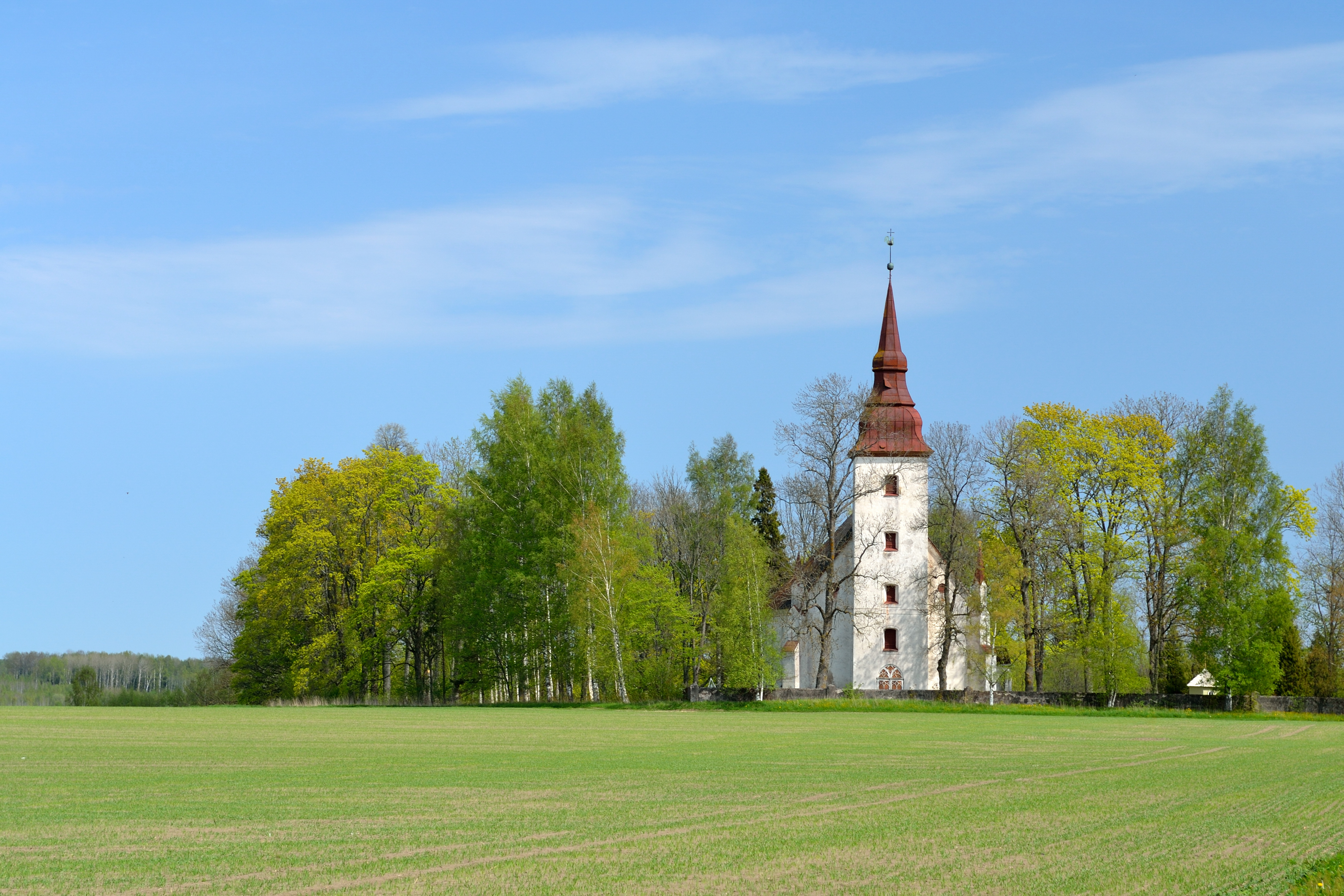
Церковь Торма
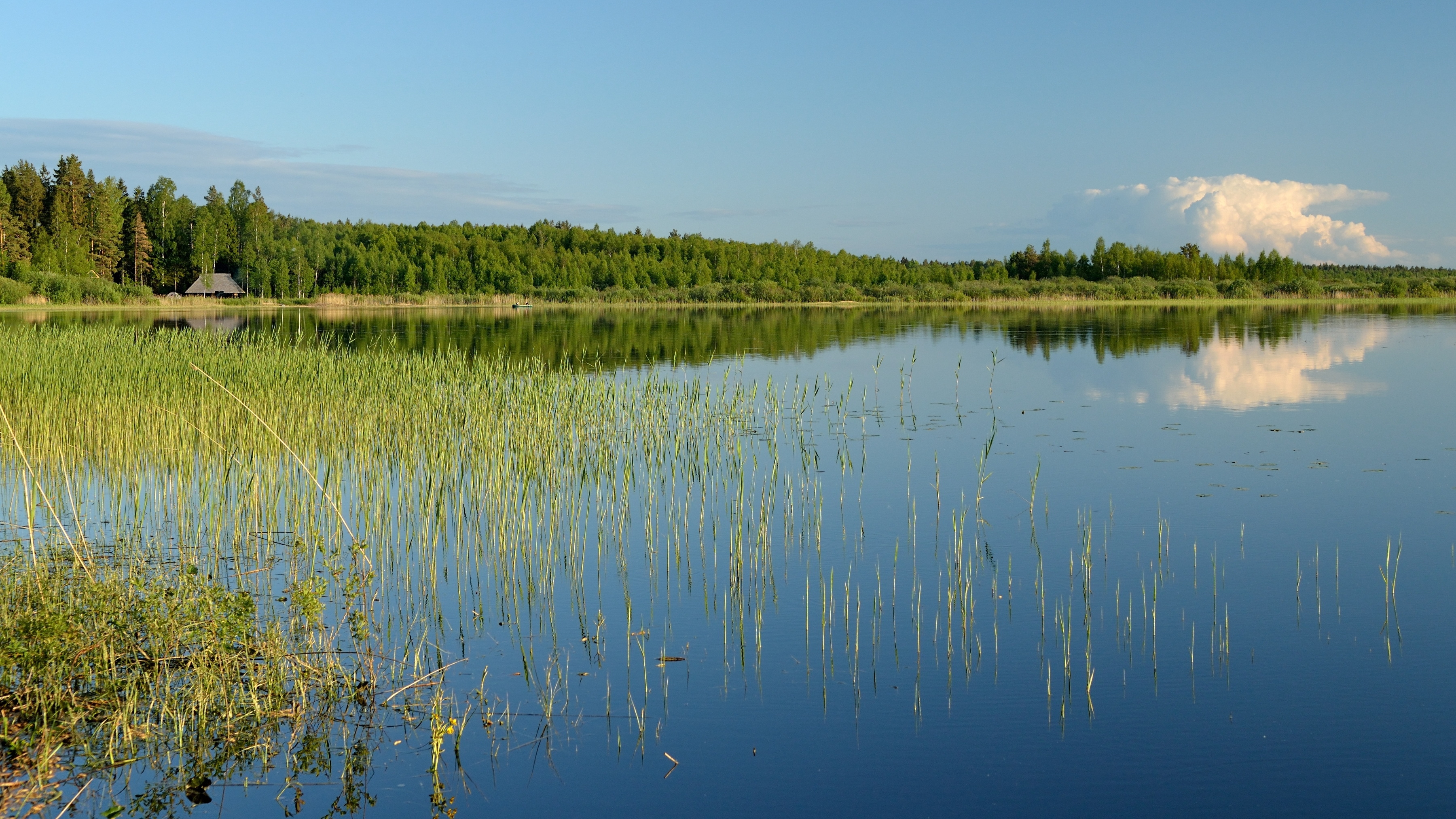
Озеро Кайу
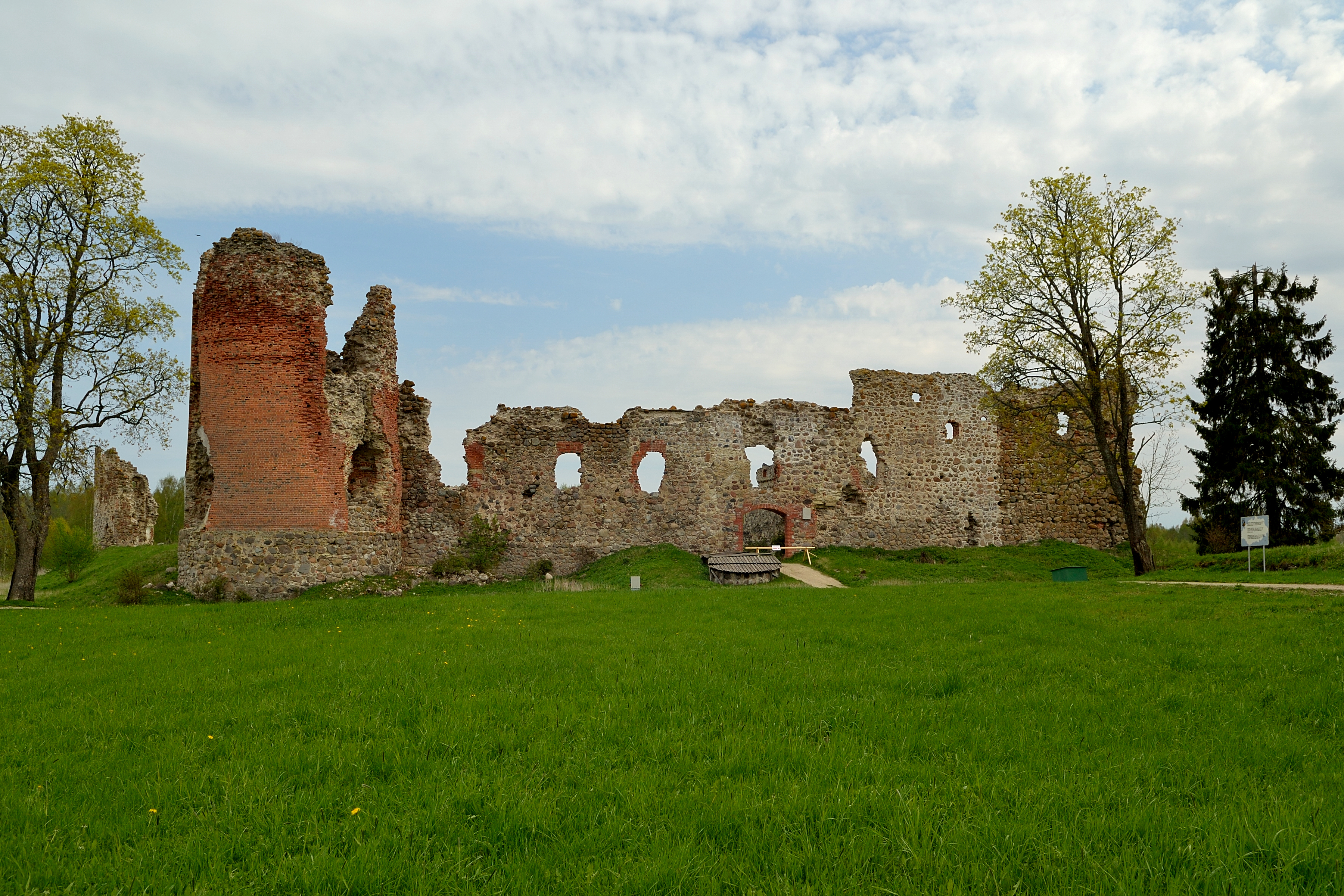
Руины городища Лайузе
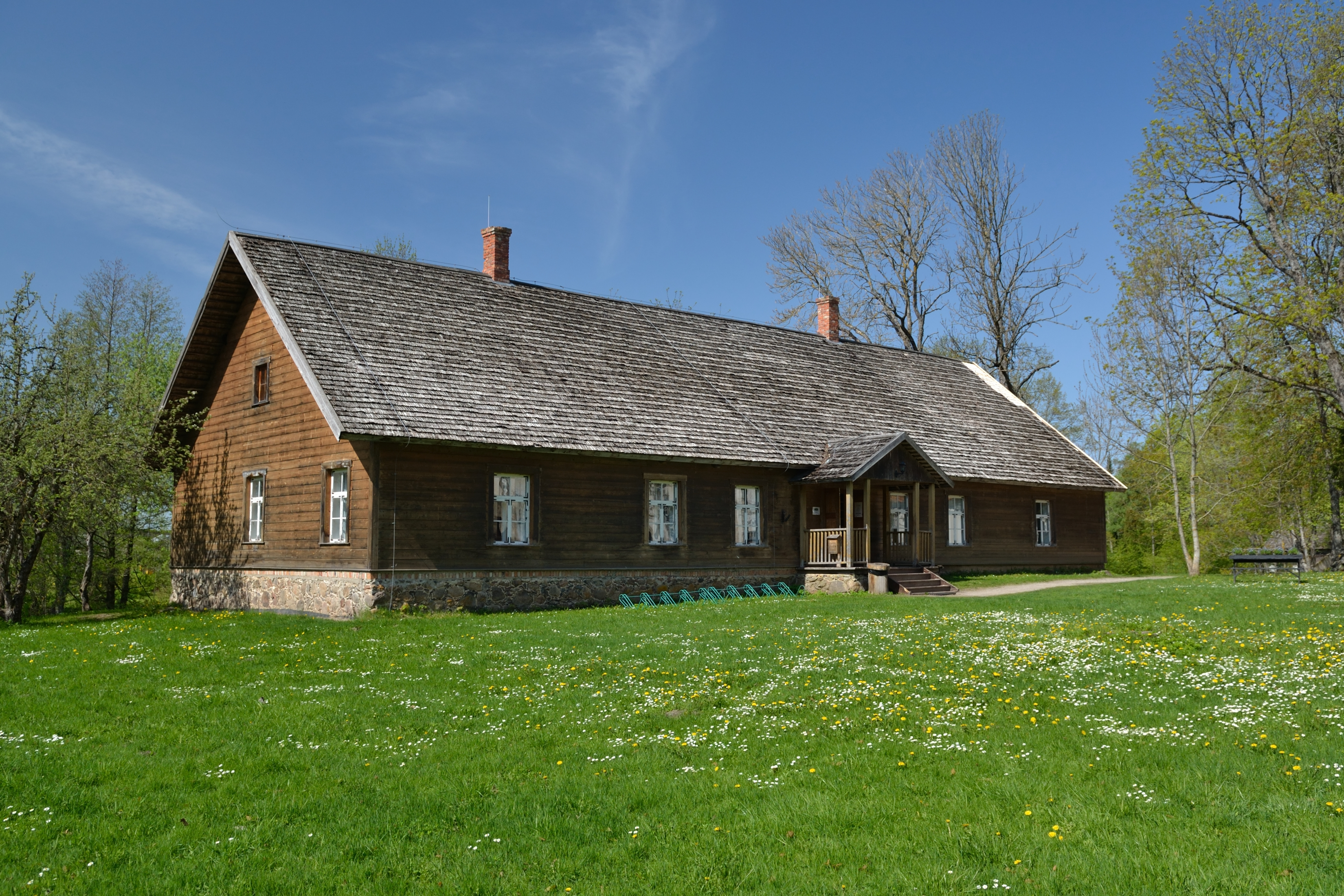
Бывшая школа прихода Паламузе